# Костел та склеп-усипальниця Руліковських (Мотовилівка)
Костел та склеп-усипальниця Руліковських — руїни костелу та реставрованого у 2016-2017 роках склепу-усипальниці Руліковських у селі Велика Мотовилівка на Київщині, збудованого у 1800 році (склеп-усипальниця постала пізніше). Пам'яткоохоронного статусу не мають.

## Історія
1686 року Правобережна Україна майже у повному складі відійшла до Польщі. Кордон між державами проліг річкою Стугна, що розділила доти єдине село Мотовилівка на дві частини. Польська частина залишилась власністю Аксаків, з1749 році — Руліковських. Було збудовано маєток, зокрема великий мурований палац.
1800 року Ігнатій Руліковський збудував у селі цегляний костел Ісуса Христа. Мурований з червоної цегли у вишуканому стилі, поверховою вежею і цегляним парканом. Лаврентій Похилевич у своїй праці згадував костел: «Хоча у Мотовилівці зовсім немає осіб, що сповідують латинську віру окрім власника та службовців його економії декількох осіб (всього 27 обох статей); однак ще у 1800 році невдовзі по наверненню уніатських церков до православ'я, збудований власниками кам'яний латинський костел».
Довжина костелу – 19,4 аршини, ширина – 9 аршин, висота – 7,5 аршин. До паарфії належали: місто Васильків, села: Велика Мотовилівка, Геленівка, Велика і Мала Солтанівка, Мар’янівка, Ксаверівка, Кодаки, Вінницькі Ставки, Фастовець, станція Мотовилівка, станція Боярка, хутори: Борова, Руликів, Кулібаби.
Згодом у костелі було влаштовано склеп-усипальницю Руліковських. У 1892 році в усипальниці було поховано Антонія Амброзія Руліковського, а 1900 року — Едварда Руліковського.
1929 року служби у костелі припинились. У радянський час палац та костел було підірвано. Руїни розбиралися місцевими мешканцями на будівельні матеріали. Та все-таки повністю костел знищено не було — залишились його руїни та склеп-усипальниця Руліковських.
На стінах склепу-усипальниці збереглися дві гранітні плити, на яких зазначені імена Антонія та Едварда Руліковських.
2015 року громадською організацією “Ініціативна молодь Мотовилівських сіл” було вирішено звернутись до польської громади з проханням посприяти у відновленні та реконструкції родинного склепу Руліковських. 
2 жовтня 2016 року відбулося освячення родинної усипальниці Руліковських. 18 листопада 2017 року єпископ Віталій Кривицький освятив відновлену ззовні та внутрішньо каплицю- усипальницю родини Руліковських.